# Jojolski
Jojolski (ruso: Хохо́льский) es un asentamiento de tipo urbano de Rusia, capital del raión homónimo en la óblast de Vorónezh.
En 2021, el territorio del asentamiento tenía una población de 12 695 habitantes, de los cuales 7954 vivían en el propio asentamiento, 4215 en el pueblo (seló) de Jojol (con el que forma una conurbación, estando Jojol ubicado al oeste) y el resto en repartidos en otras cinco pedanías habitadas: los pueblos de Yemancha 1-ya y Verjnenikólskoye, los posiolki de Mamonchija y Kuzija y el jútor de Silipiagui. En su territorio se incluye además el posiólok despoblado de Rozy Liuksemburg.
Se ubica unos 20 km al oeste de la capital regional Vorónezh, al sur de la carretera R298 que lleva a Kursk.

## Historia
Tiene su origen en el pueblo de Jojol, fundado en 1665 como parte de la línea defensiva de Bélgorod, y capital de su propio raión desde 1935. En la década de 1960, se construyó al este de Jojol una fábrica de azúcar, y se fundó Jojolski como asentamiento industrial. El nuevo asentamiento creció rápidamente hasta ser más importante que Jojol, por lo que Jojolski adoptó en 1964 el estatus de asentamiento de tipo urbano y en 1965 se trasladó la sede administrativa del raión a la nueva localidad. El actual término municipal se definió en 2015, cuando se fusionaron en un solo ayuntamiento el asentamiento de tipo urbano de Jojolski y los hasta entonces asentamientos rurales de Jojol y Yemancha 1-ya.